# Межаков Юрій Володимирович
Ю́рій Володи́мирович Межако́в (1982-2020) — полковник Збройних сил України, учасник російсько-української війни.

## З життєпису
Народився у 1982 році у місті Шпола Черкаської області. Мешкав в смт Гончарівське Чернігівської області. У 2004 році закінчив Військовий інститут танкових військ.
Починав військову службу в 72-ій бригаді. В 2014-2017 роках проходив службу у зоні бойових дій на посаді начальника штабу 28-ої бригади. З 2018 року — в 1-ій окремій танковій бригаді. У січні 2019-го року призначений командиром бригади.
28 травня 2020 року несподівано помер внаслідок серцевого нападу під час виконання службових обов'язків, перебуваючи в селі Спірне на Донеччині.
29 травня 2020 року останню шану командиру віддали військовики ЗСУ в центрі міста Краматорськ. 30 травня 2020-го похований в місті Шпола з військовими почестями. Дощ, який зранку дрібно крапав над похоронною процесією, при розгортанні Державної Фани України раптом перетворився на сильну зливу..
Без Юрія лишились батько Володимир Межаков, мама Лариса Межакова, молодший брат, дружина Альона Межакова, син 2007 р.н. і донька 2012 р.н.

## Нагороди та вшанування
- Указом Президента України № 272/2019 від 17 травня 2019 року за «значні особисті заслуги у захисті державного суверенітету та територіальної цілісності України, громадянську мужність, самовідданість у відстоюванні конституційних засад демократії, прав і свобод людини, вагомий внесок у культурно-освітній розвиток держави, активну волонтерську діяльність» нагороджений орденом Богдана Хмельницького III ступеня[2]
- Указом Президента України № 204/2020 від 28 травня 2020 року за «особисті заслуги у захисті державного суверенітету та територіальної цілісності України, самовіддане служіння Українському народові» нагороджений орденом Богдана Хмельницького II ступеня (посмертно)[3]
- в грудні 2020 року напередодні Дня Збройних Сил України на Алеї Слави 1-ї окремої танкової Сіверської бригади відкрито і освячено пам'ятні плити загиблим військовослужбовцям, зокрема і командиру частини полковнику Юрію Межакову.
- Медаль «За жертовність і любов до України» (грудень 2020; посмертно)[4]